# Biomagnificazione

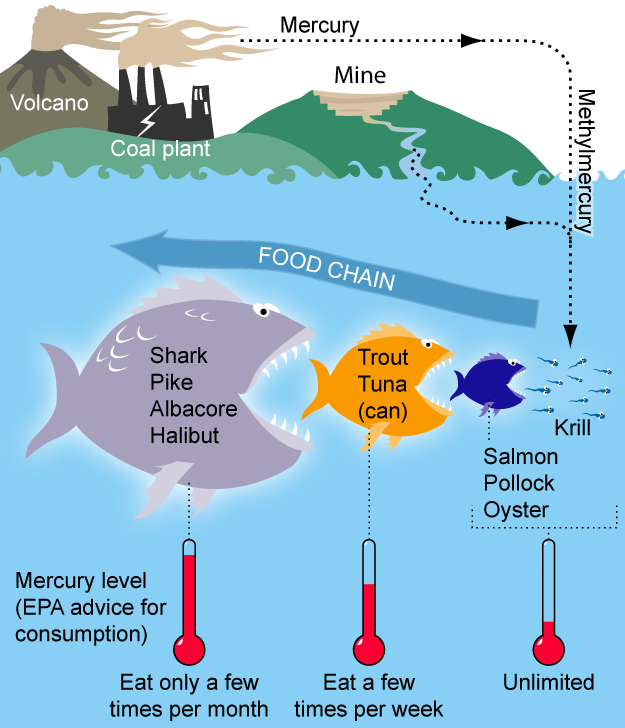
Sostanze nocive e agenti inquinanti, quali ad es. il metilmercurio, facilmente assorbito nel corpo dei pesci, attraverso il processo di biomagnificazione aumentano di specie in specie a ogni successiva fase predatoria della catena alimentare

La biomagnificazione o bioamplificazione (o magnificazione ecologica) in ecologia e biologia è il processo per cui l'accumulo di sostanze tossiche negli esseri viventi (bioaccumulo) aumenta di concentrazione man mano che si sale al livello trofico successivo, ovvero procedendo dal basso verso l'alto nella piramide alimentare, all'interno della cosiddetta rete trofica.

## Schema di funzionamento
Il seguente esempio permette di comprendere lo schema di funzionamento della biomagnificazione.
Un microorganismo di fitoplancton ingloba in sé un atomo di mercurio; un organismo di zooplancton mangia poi 10 organismi di fitoplancton e ingloba di conseguenza 10 atomi di mercurio; un piccolo pesce mangia 500 organismi di zooplancton e ingloba quindi 5.000 atomi di mercurio; un pesce di media taglia mangia 5 pesci di piccola taglia e ingloba 25.000 atomi di mercurio; un pesce di grossa taglia mangia 2 pesci di media taglia e siamo a 50.000 atomi; infine uno squalo mangia 5 pesci di grossa taglia e ingloba quindi 250.000 atomi di mercurio.
I numeri sono inventati e casuali, e l'ordine della catena alimentare non sempre viene integralmente rispettato, ma questo esempio dà un'idea su come funziona la biomagnificazione.

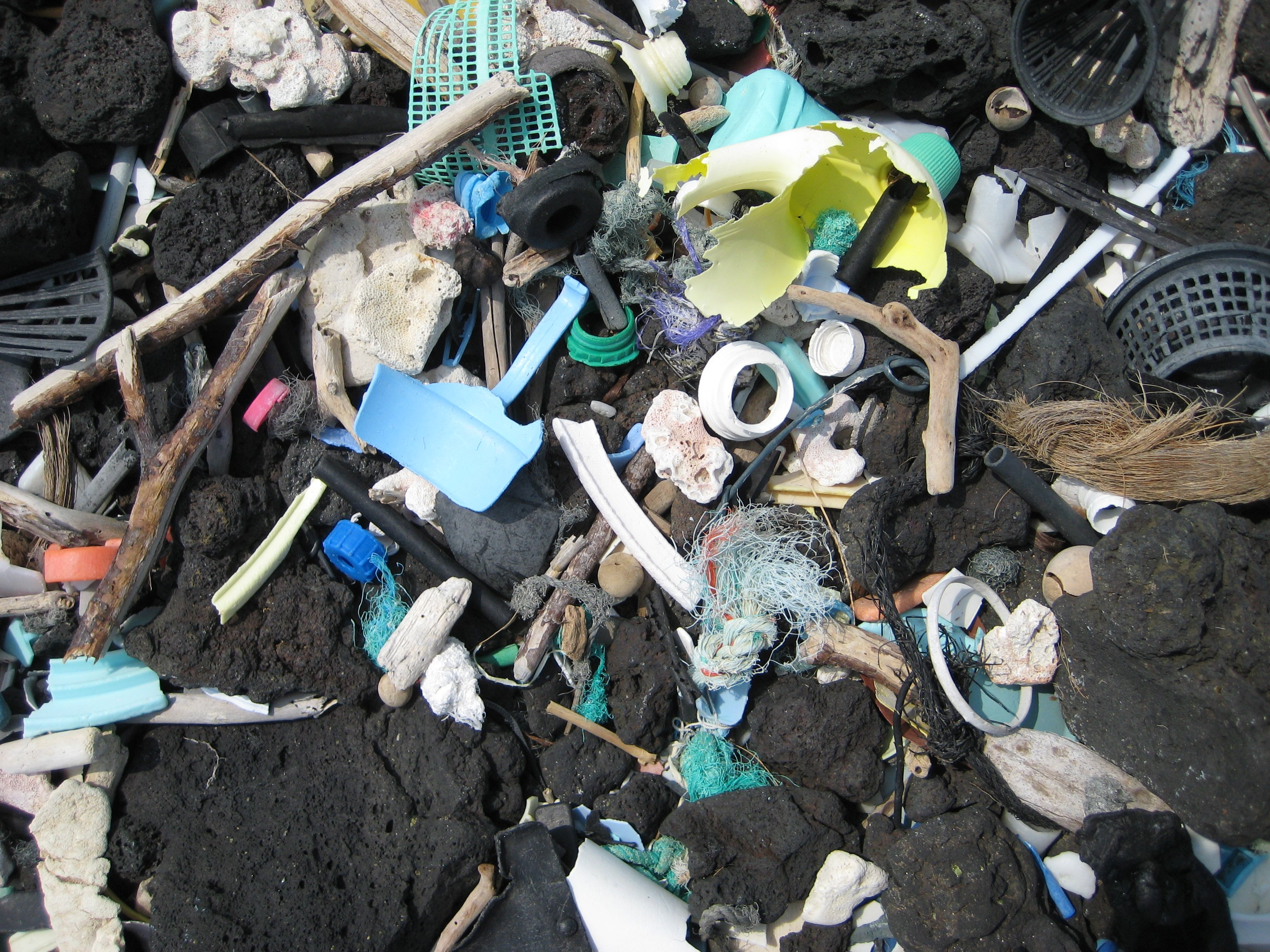
Rifiuti plastici e polimerici. Simili piccoli pezzi di plastica sono spesso confusi per sostanze commestibili e ingeriti da uccelli marini, pesci e tartarughe

### Esempi pratici
Un esempio classico è il metilmercurio, molto diffuso nel Mar Mediterraneo. Il mercurio viene immesso in atmosfera da eruzioni vulcaniche, fuoriuscite di gas dal sottosuolo, attività antropica e via dicendo. In atmosfera si ossida a Hg2+ o Hg1+ per poi finire nelle acque grazie alla pioggia, dove i microorganismi lo convertono principalmente in metilmercurio; poi il metilmercurio può anche finire nelle acque naturali a causa di scariche di fabbriche. Il metilmercurio a questo punto si accumulerà nei pesci (data la sua lipofilia) e per il fenomeno di biomagnificazione precedentemente descritto, lo troveremo in alte concentrazioni in pesci di grossa taglia tipo il tonno. 
Un altro esempio è portato dalle numerose particelle di plastica e simili materie polimeriche disperse nell'oceano dall'inquinamento antropico le quali, una volta sminuzzate o macerate dall'azione delle onde, vengono ingerite dai microrganismi e, in uno schema analogo, da altri pesci via via più grandi, che non potendole assorbire e assimilare al loro organismo finiscono per depositarle nelle zone dove il grasso è più sviluppato.
Per effetto della biomagnificazione diviene potenzialmente pericoloso mangiare pesci di grossa taglia come tonni, pesci spada e squali in quanto, occupando i piani alti della piramide alimentare, possono accumulare grandi quantità di metilmercurio, sostanza molto tossica.